# Diglosia
La diglosia (palabra acuñada a partir del griego antiguo δίγλωσσος, de dos lenguas) es la situación de convivencia de dos variedades lingüísticas emparentadas entre sí en el seno de una misma población o territorio, donde uno de los idiomas tiene un dominio o preferencia (como lengua de cultura, de prestigio o de uso oficial) frente a otro, que es relegado a las situaciones de la oralidad, la vida familiar y el folklore. Este concepto fue popularizado por Charles A. Ferguson. En ciertas definiciones, como la de Joshua Fishman, no es necesario que las dos variedades estén emparentadas o sean parecidas. Cuando hay tres o más lenguas, a tal situación se la denomina poliglosia o multiglosia.

## Descripción
Existe diglosia cuando hay un reparto de funciones entre una variedad alta (A) y una variedad baja (B), de forma que cada una se emplea solo en ciertos ámbitos o dominios: la variedad A, en situaciones formales y distantes, y la B, en contextos informales. Resultaría impropio o ridículo usar indistintamente ambas variantes. La comunidad diglósica considera que la variedad A es más prestigiosa que la variedad B. La variedad B suele adquirirse como lengua materna, en tanto que la A solo se aprende formalmente en contextos académicos.
La variedad A posee unas categorías gramaticales que se reducen o desaparecen en la variedad B. La variedad A dispone de un léxico culto, técnico y especializado del que carece B. A su vez, esta cuenta con el vocabulario y las expresiones fraseológicas propias del ámbito familiar y popular. La variedad A está estandarizada gracias a la elaboración de gramáticas, diccionarios y normas ortográficas que permiten su conocimiento; tal proceso de estandarización no existe para la variedad B. Asimismo, existe un corpus literario en la variedad A que constituye la herencia literaria, inexistente en B.
Las situaciones diglósicas pueden perdurar durante siglos, si bien la aparición de subvariedades mixtas entre A y B, así como la progresiva confusión de funciones sociales durante ese tiempo, pueden evolucionar hasta hacer desaparecer la diglosia.
El caso contemporáneo más persistente y radical de diglosia o, por mejor decir, multiglosia, es el de Filipinas.

## Trabajos clásicos sobre la diglosia

### Ferguson (1959)
Un artículo clásico de Charles A. Ferguson identifica varias situaciones que se presentan en situaciones típicamente diglósicas, en las que hay una «variedad alta» (A), más prestigiosa y usada en situaciones formales, y una «variedad baja» (B), usada en contextos informales. Las situaciones típicas que se dan en una situación de diglosia tienen que ver con:
- Función: existe un reparto de funciones entre una variedad alta (A) y una variedad baja (B), de forma que cada una se emplea sólo en ciertos ámbitos o dominios: la variedad A, en situaciones formales y distantes, y la B, en contextos informales. Resultaría impropio o incluso ridículo usar indistintamente ambas variantes.
- Prestigio: la mayor parte de la comunidad donde existe esta diglosia, considera que la variedad A es más prestigiosa que la variedad B.
- Adquisición: la variante B se adquiere como lengua materna, en tanto que la A sólo se aprende formalmente en contextos académicos.
- Sistema gramatical: la variedad A posee unas categorías gramaticales que se reducen o desaparecen en la variedad B.
- Léxico: la variedad A dispone de un léxico culto, técnico y especializado del que carece B. A su vez, ésta cuenta con el vocabulario y las expresiones fraseológicas propias del ámbito familiar y popular.
- Estandarización: la variedad A está estandarizada gracias a la elaboración de gramáticas, diccionarios y normativas ortográficas que permiten su conocimiento. Ese proceso de estandarización no existe para la variedad B.
- Herencia literaria: existe un corpus literario en la variedad A, inexistente, por el contrario, en B.
- Estabilidad: las situaciones diglósicas pueden perdurar durante siglos, si bien la aparición de subvariedades mixtas entre A y B, así como la progresiva confusión de las funciones sociales durante ese tiempo, pueden evolucionar hasta hacer desaparecer la diglosia.
- Fonología: la fonética de la variedad alta es más cuidada y prestigiosa.

Ferguson menciona diversos casos de diglosia en diferentes partes del planeta:
- francés (A) y criollo haitiano (B) en Haití;
- inglés (A) y patois jamaicano (B) en Jamaica;
- árabe clásico, también llamado literario o culto (A) y árabe coloquial (B) en países árabes;
- alemán (A) y alemán de Suiza (tüütsch) (B) en Suiza.

Hay que tener en cuenta que las situaciones de diglosia observadas en los años cincuenta por Ferguson en esas regiones, no tienen por qué seguir dándose actualmente con la misma intensidad. Por ello conviene consultar revisiones actualizadas si se quiere ir más allá de la descripción.

### Fishman (1972)
Por su parte, el concepto de diglosia amplia, utilizado por la sociología del lenguaje actual, se debe a J. Fishman (1972), para quien aquella abarca todas las situaciones en las que existe una distribución funcional de dos variedades lingüísticas en una comunidad de habla —tanto si son dialectos, sociolectos o registros de una misma lengua, como si se trata de dos lenguas diferentes—. Concebida de este modo, la diglosia amplia comprende un continuum de situaciones que van desde los supuestos en los que se usan lenguas diferentes (bilingüismo superpuesto) hasta los casos de mera variación estilística. Sin embargo, esta concepción amplia no ha estado exenta de críticas porque, en esos términos, todas las sociedades son diglósicas y el concepto comprende entonces fenómenos de muy diferente naturaleza.

## Diglosia ybilingüismo
- Diferencia entre bilingüismo y diglosia:[5] La principal diferencia que existe entre ambos términos es a nivel de estatus sociocultural, considerando bilingüismo como la convivencia de dos lenguas en un mismo territorio, sin existencia de predominio de una sobre la otra, siendo ambas igualmente valoradas.

En contraposición, el término diglosia es la convivencia de dos lenguas en un mismo territorio pero, en este caso, siendo una de ellas predominante sobre la otra, adquiriendo mayor prestigio y rango para asuntos de carácter oficial, quedando relegada la otra lengua a un uso familiar y cotidiano.
- Situaciones entre bilingüismo y diglosia:

Fishman (1972:102) establece tres tipos de situaciones comunes entre el bilingüismo y la diglosia:
1. Situaciones de bilingüismo y diglosia de forma estable: puede verse en países con varias lenguas oficiales, como Suiza, donde la situación lingüística es muy estable.
2. Situaciones donde hay bilingüismo pero sin diglosia: cuando no hay una clara separación funcional del uso de las lenguas y la situación no es estable; entonces se tiende al monolingüismo. Ejemplo de estas situaciones sería el de inmigrantes en países ricos, provenientes de países pobres, donde pueden llegar a dejar de hablar su lengua materna.
3. Situaciones de diglosia sin bilingüismo: cuando dos grupos sin conexión social mantienen separadas las lenguas propias. Es el caso del inglés en la India durante la época colonial, que no llegó a extenderse a las castas bajas.